# Оскар (кинопремия, 1987)
59-я церемония вручения наград премии «Оскар» за заслуги в области кинематографа за 1986 год состоялась 30 марта 1987 года в Dorothy Chandler Pavilion (Лос-Анджелесе, Калифорния). Номинанты были объявлены 11 февраля 1987 года.

## Фильмы, получившие несколько номинаций
| Фильм                                       | номинации | победы |
| ------------------------------------------- | --------- | ------ |
| • Взвод                                     | 8         | 4      |
| • Комната с видом                           | 8         | 3      |
| • Ханна и её сёстры                         | 7         | 3      |
| • Чужие                                     | 7         | 2      |
| • Миссия                                    | 7         | 1      |
| • Дети меньшего бога                        | 5         | 1      |
| • Цвет денег                                | 4         | 1      |
| • Лучший стрелок                            | 4         | 1      |
| • Звёздный путь 4: Путешествие домой        | 4         | -      |
| • Преступления сердца / Crimes of the Heart | 3         | -      |
| • Пегги Сью вышла замуж                     | 3         | -      |
| • Полуночный джаз                           | 2         | 1      |
| • Сальвадор                                 | 2         | -      |
| • Команда из штата Индиана                  | 2         | -      |
| • Магазинчик ужасов                         | 2         | -      |

## Список лауреатов и номинантов
★ Победители выделены отдельным цветом. 

### Основные категории
| Категории                                                  | Лауреаты и номинанты                                                                           | Лауреаты и номинанты                                                              |
| ---------------------------------------------------------- | ---------------------------------------------------------------------------------------------- | --------------------------------------------------------------------------------- |
| Лучший фильм                                               | ★ Взвод / Platoon (продюсер: Арнольд Копельсон)                                                | ★ Взвод / Platoon (продюсер: Арнольд Копельсон)                                   |
| Лучший фильм                                               | • Дети меньшего бога / Children of a Lesser God (продюсеры: Бёрт Шугарман и Патрик Дж. Палмер) |                                                                                   |
| Лучший фильм                                               | • Ханна и её сёстры / Hannah and Her Sisters (продюсер: Роберт Гринхат)                        |                                                                                   |
| Лучший фильм                                               | • Миссия / The Mission (продюсеры: Фернандо Гиа и Дэвид Паттнэм)                               |                                                                                   |
| Лучший фильм                                               | • Комната с видом / A Room with a View (продюсер: Исмаил Мерчант)                              |                                                                                   |
| Лучший режиссёр                                            |                                                                                                | ★ Оливер Стоун за фильм «Взвод»                                                   |
| Лучший режиссёр                                            | • Дэвид Линч — «Синий бархат»                                                                  |                                                                                   |
| Лучший режиссёр                                            | • Вуди Аллен — «Ханна и её сёстры»                                                             |                                                                                   |
| Лучший режиссёр                                            | • Ролан Жоффе — «Миссия»                                                                       |                                                                                   |
| Лучший режиссёр                                            | • Джеймс Айвори — «Комната с видом»                                                            |                                                                                   |
| Лучший актёр                                               | Пол Ньюман                                                                                     | ★ Пол Ньюман — «Цвет денег» (за роль Эдди Фелсона)                                |
| Лучший актёр                                               | Пол Ньюман                                                                                     | • Декстер Гордон — «Полуночный джаз» (за роль Дейла Тёрнера)                      |
| Лучший актёр                                               | Пол Ньюман                                                                                     | • Боб Хоскинс — «Мона Лиза» (за роль Джорджа)                                     |
| Лучший актёр                                               | Пол Ньюман                                                                                     | • Уильям Хёрт — «Дети меньшего бога» (за роль Джеймса Лидса)                      |
| Лучший актёр                                               | Пол Ньюман                                                                                     | • Джеймс Вудс — «Сальвадор» (за роль Ричарда Бойла)                               |
| Лучшая актриса                                             |                                                                                                | ★ Марли Мэтлин — «Дети меньшего бога» (за роль Сары Норман)                       |
| Лучшая актриса                                             | • Джейн Фонда — «На следующее утро» (за роль Алекс Стернберген)                                |                                                                                   |
| Лучшая актриса                                             | • Сисси Спэйсек — «Преступления сердца» (за роль Ребеки («Бэйб»))                              |                                                                                   |
| Лучшая актриса                                             | • Кэтлин Тёрнер — «Пегги Сью вышла замуж» (за роль Пегги Сью)                                  |                                                                                   |
| Лучшая актриса                                             | • Сигурни Уивер — «Чужие» (за роль Эллен Рипли)                                                |                                                                                   |
| Лучший актёр второго плана                                 |                                                                                                | ★ Майкл Кейн — «Ханна и её сёстры» (за роль Эллиота)                              |
| Лучший актёр второго плана                                 | • Том Беренджер — «Взвод» (за роль штаб-сержанта Боба Барнса)                                  |                                                                                   |
| Лучший актёр второго плана                                 | • Уиллем Дефо — «Взвод» (за роль сержанта Элиаса Гордона)                                      |                                                                                   |
| Лучший актёр второго плана                                 | • Денхолм Эллиотт — «Комната с видом» (за роль мистера Эмерсона)                               |                                                                                   |
| Лучший актёр второго плана                                 | • Деннис Хоппер — «Команда из штата Индиана» (за роль «Стрелка»)                               |                                                                                   |
| Лучшая актриса второго плана                               |                                                                                                | ★ Дайан Уист — «Ханна и её сёстры» (за роль Холли)                                |
| Лучшая актриса второго плана                               | • Тесс Харпер — «Преступления сердца» (за роль Чик Бойл)                                       |                                                                                   |
| Лучшая актриса второго плана                               | • Пайпер Лори — «Дети меньшего бога» (за роль миссис Норман)                                   |                                                                                   |
| Лучшая актриса второго плана                               | • Мэри Элизабет Мастрантонио — «Цвет денег» (за роль Кармен)                                   |                                                                                   |
| Лучшая актриса второго плана                               | • Мэгги Смит — «Комната с видом» (за роль Шарлотты Бартлетт)                                   |                                                                                   |
| Лучший сценарий, созданный непосредственно для экранизации |                                                                                                | ★ Вуди Аллен — «Ханна и её сёстры»                                                |
| Лучший сценарий, созданный непосредственно для экранизации | • Пол Хоган, Кен Шэди и Джон Корнелл — «Данди по прозвищу „Крокодил“»                          |                                                                                   |
| Лучший сценарий, созданный непосредственно для экранизации | • Ханиф Курейши — «Моя прекрасная прачечная»                                                   |                                                                                   |
| Лучший сценарий, созданный непосредственно для экранизации | • Оливер Стоун — «Взвод»                                                                       |                                                                                   |
| Лучший сценарий, созданный непосредственно для экранизации | • Оливер Стоун и Ричард Бойл — «Сальвадор»                                                     |                                                                                   |
| Лучший адаптированный сценарий                             | ★ Рут Правер Джабвала — «Комната с видом» (по одноимённому роману Э. М. Форстера)              | ★ Рут Правер Джабвала — «Комната с видом» (по одноимённому роману Э. М. Форстера) |
| Лучший адаптированный сценарий                             | • Хэспер Андерсон и Марк Мидофф — «Дети меньшего бога» (по одноимённой пьесе Марка Мидоффа)    |                                                                                   |
| Лучший адаптированный сценарий                             | • Ричард Прайс — «Цвет денег» (по одноимённому роману Уолтера Тэвиса)                          |                                                                                   |
| Лучший адаптированный сценарий                             | • Бет Хенли — «Преступления сердца» (по одноимённой пьесе автора)                              |                                                                                   |
| Лучший адаптированный сценарий                             | • Рэйнольд Гидеон и Брюс А. Эванс — «Останься со мной» (по повести Стивена Кинга «Тело»)       |                                                                                   |
| Лучший фильм на иностранном языке                          | ★ Нападение / De Aanslag (Нидерланды) реж. Фонс Радемакерс                                     | ★ Нападение / De Aanslag (Нидерланды) реж. Фонс Радемакерс                        |
| Лучший фильм на иностранном языке                          | • Тридцать семь и два по утрам / 37°2 le matin (Франция) реж. Жан-Жак Бенекс                   |                                                                                   |
| Лучший фильм на иностранном языке                          | • Закат американской империи / Le Déclin de l’empire américain (Канада) реж. Дени Аркан        |                                                                                   |
| Лучший фильм на иностранном языке                          | • Деревенька моя центральная / Vesničko má středisková (Чехословакия) реж. Иржи Менцель        |                                                                                   |
| Лучший фильм на иностранном языке                          | • Тридцать восьмой / 38 (Австрия) реж. Вольфганг Глюк                                          |                                                                                   |

### Другие категории
| Категории                                    | Лауреаты и номинанты | Лауреаты и номинанты                                                                                                   |
| -------------------------------------------- | --- | --- |
| Лучшая музыка: Оригинальный саундтрек        | | ★ Херби Хэнкок — «Полуночный джаз»                                                                                     |
| Лучшая музыка: Оригинальный саундтрек        | • Джеймс Хорнер — «Чужие» | |
| Лучшая музыка: Оригинальный саундтрек        | • Джерри Голдсмит — «Команда из штата Индиана» | |
| Лучшая музыка: Оригинальный саундтрек        | • Эннио Морриконе — «Миссия» | |
| Лучшая музыка: Оригинальный саундтрек        | • Леонард Розенман — «Звёздный путь 4: Путешествие домой»                                                                                                 | |
| Лучшая песня к фильму                        | ★ Take My Breath Away — «Лучший стрелок» — музыка: Джорджо Мородер, слова: Том Уитлок                                                                     | ★ Take My Breath Away — «Лучший стрелок» — музыка: Джорджо Мородер, слова: Том Уитлок                                  |
| Лучшая песня к фильму                        | • Glory of Love — «Парень-каратист 2» — музыка: Питер Сетера и Дэвид Фостер, слова: Питер Сетера и Diane Nini                                             | |
| Лучшая песня к фильму                        | • Life in a Looking Glass — «Это жизнь!» — музыка: Генри Манчини, слова: Лесли Брикасс                                                                    | |
| Лучшая песня к фильму                        | • Mean Green Mother from Outer Space — «Магазинчик ужасов» — музыка: Алан Менкен, слова: Ховард Эшман                                                     | |
| Лучшая песня к фильму                        | • Somewhere Out There — «Американская история» — музыка: Джеймс Хорнер и Бэрри Манн, слова: Синтия Вейл                                                   | |
| Лучшая операторская работа                   | ★ Крис Менгес — «Миссия» | ★ Крис Менгес — «Миссия»                                                                                               |
| Лучшая операторская работа                   | • Джордан Кроненвет — «Пегги Сью вышла замуж» | |
| Лучшая операторская работа                   | • Роберт Ричардсон — «Взвод» | |
| Лучшая операторская работа                   | • Тони Пирс-Робертс — «Комната с видом» | |
| Лучшая операторская работа                   | • Дональд Питерман — «Звёздный путь 4: Путешествие домой»                                                                                                 | |
| Лучший монтаж                                | ★ Клер Симпсон — «Взвод» | ★ Клер Симпсон — «Взвод»                                                                                               |
| Лучший монтаж                                | • Рэй Лавджой — «Чужие» | |
| Лучший монтаж                                | • Сьюзэн Э. Морс — «Ханна и её сёстры» | |
| Лучший монтаж                                | • Джим Кларк — «Миссия» | |
| Лучший монтаж                                | • Билли Вебер, Крис Лебензон — «Лучший стрелок» | |
| Лучшая работа художника                      | ★ Джанни Кваранта, Брайан Экланд-Сноу (постановщики), Брайан Сэйвгар, Элио Альтрамура (декораторы) — «Комната с видом»                                    | ★ Джанни Кваранта, Брайан Экланд-Сноу (постановщики), Брайан Сэйвгар, Элио Альтрамура (декораторы) — «Комната с видом» |
| Лучшая работа художника                      | • Питер Ламонт (постановщик), Криспиан Саллис (декоратор) — «Чужие»                                                                                       | |
| Лучшая работа художника                      | • Борис Левен (постановщик, номинирован посмертно), Карен О’Хара (декоратор) — «Цвет денег»                                                               | |
| Лучшая работа художника                      | • Стюарт Вёрцел (постановщик), Кэрол Джофф (декоратор) — «Ханна и её сёстры»                                                                              | |
| Лучшая работа художника                      | • Стюарт Крэйг (постановщик), Джек Стефенс (декоратор) — «Миссия»                                                                                         | |
| Лучший дизайн костюмов                       | ★ Дженни Беван, Джон Брайт — «Комната с видом» | ★ Дженни Беван, Джон Брайт — «Комната с видом»                                                                         |
| Лучший дизайн костюмов                       | • Энрико Саббатини — «Миссия» | |
| Лучший дизайн костюмов                       | • Анна Анни, Маурицио Милленотти — «Отелло» | |
| Лучший дизайн костюмов                       | • Теадора Ван Ранкл — «Пегги Сью вышла замуж» | |
| Лучший дизайн костюмов                       | • Энтони Пауэлл — «Пираты» | |
| Лучший звук                                  | ★ Джон Уилкинсон, Ричард Д. Роджерс, Чарльз Гренцбах, Саймон Кэй — «Взвод»                                                                                | ★ Джон Уилкинсон, Ричард Д. Роджерс, Чарльз Гренцбах, Саймон Кэй — «Взвод»                                             |
| Лучший звук                                  | • Грэм В. Хартстоун, Николас Ле Мессюрье, Michael A. Carter, Рой Чарман — «Чужие»                                                                         | |
| Лучший звук                                  | • Лес Фрешольц, Дик Александр, Верн Пур, Билл Нельсон — «Перевал разбитых сердец»                                                                         | |
| Лучший звук                                  | • Терри Портер, Мэл Меткалф, Дэвид Дж. Хадсон, Джин С. Кантамесса — «Звёздный путь 4: Путешествие домой»                                                  | |
| Лучший звук                                  | • Дональд О. Митчелл, Кевин О’Коннелл, Рик Клайн, Уильям Б. Каплан — «Лучший стрелок»                                                                     | |
| Лучший монтаж звуковых эффектов              | ★ Дон Шарп — «Чужие» | ★ Дон Шарп — «Чужие»                                                                                                   |
| Лучший монтаж звуковых эффектов              | • Марк А. Манджини — «Звёздный путь 4: Путешествие домой»                                                                                                 | |
| Лучший монтаж звуковых эффектов              | • Сеселия Холл, Джордж Уоттерс II — «Лучший стрелок» | |
| Лучшие визуальные эффекты                    | ★ Роберт Скотак, Стэн Уинстон, Джон Ричардсон и Сюзанн М. Бенсон — «Чужие»                                                                                | ★ Роберт Скотак, Стэн Уинстон, Джон Ричардсон и Сюзанн М. Бенсон — «Чужие»                                             |
| Лучшие визуальные эффекты                    | • Лайл Конуэй, Брэн Феррен и Мартин Гаттеридж — «Магазинчик ужасов»                                                                                       | |
| Лучшие визуальные эффекты                    | • Ричард Эдланд, Джон Бруно, Гари Уоллер и Билл Нил — «Полтергейст 2: Обратная сторона»                                                                   | |
| Лучший грим                                  | ★ Крис Уолас и Стефан Дюпюи — «Муха» | ★ Крис Уолас и Стефан Дюпюи — «Муха»                                                                                   |
| Лучший грим                                  | • Майкл Вестмор и Мишель Бёрк — «Племя пещерного медведя»                                                                                                 | |
| Лучший грим                                  | • Роб Боттин и Питер Робб-Кинг — «Легенда» | |
| Лучший документальный полнометражный фильм   | ★ Арти Шоу: Время — это всё, что у тебя есть / Artie Shaw: Time Is All You’ve Got (продюсер: Бриджитт Берман)                                             | ★ Арти Шоу: Время — это всё, что у тебя есть / Artie Shaw: Time Is All You’ve Got (продюсер: Бриджитт Берман)          |
| Лучший документальный полнометражный фильм   | ★ Изгои Америки / Down and Out in America (продюсеры: Джозеф Фьюри и Милтон Джастис)                                                                      | |
| Лучший документальный полнометражный фильм   | • Чили — Хаста Куандо? / Chile: Hasta Cuando? (продюсер: Дэвид Брэдбери)                                                                                  | |
| Лучший документальный полнометражный фильм   | • Исаак в Америке: Путешествие с певцом Исааком Башевисом / Isaac in America: A Journey with Isaac Bashevis Singer (продюсеры: Кирк Саймон и Амрам Новак) | |
| Лучший документальный полнометражный фильм   | • Свидетель апартеида / Witness to Apartheid (продюсер: Sharon I. Sopher)                                                                                 | |
| Лучший документальный короткометражный фильм | ★ Женщины для Америки, для мира / Women — for America, for the World (продюсер: Вивьенн Вердон-Роу)                                                       | ★ Женщины для Америки, для мира / Women — for America, for the World (продюсер: Вивьенн Вердон-Роу)                    |
| Лучший документальный короткометражный фильм | • Танцоры / Debonair Dancers (продюсер: Alison Nigh-Strelich)                                                                                             | |
| Лучший документальный короткометражный фильм | • Повелители бедствий / The Master of Disaster (продюсер: Соня Фридман)                                                                                   | |
| Лучший документальный короткометражный фильм | • Красные женихи: Солнечный цветок в тёплом доме / Red Grooms: Sunflower in a Hothouse (продюсеры: Томас Л. Нефф и Мадлен Белл)                           | |
| Лучший документальный короткометражный фильм | • Сэм / Sam (продюсер: Аарон Д. Вейсблатт) | |
| Лучший игровой короткометражный фильм        | ★ Дорогие образы / Precious Images (продюсер: Чак Уоркмэн)                                                                                                | ★ Дорогие образы / Precious Images (продюсер: Чак Уоркмэн)                                                             |
| Лучший игровой короткометражный фильм        | • Выход / Exit (продюсеры: Стефано Реали и Пино Квартулло)                                                                                                | |
| Лучший игровой короткометражный фильм        | • Удары любви / Love Struck (продюсер: Фредда Уайсс) | |
| Лучший анимационный короткометражный фильм   | ★ Греческая трагедия / Een Griekse tragedie (продюсеры: Линда Ван Тульден и Виллем Тийссен)                                                               | ★ Греческая трагедия / Een Griekse tragedie (продюсеры: Линда Ван Тульден и Виллем Тийссен)                            |
| Лучший анимационный короткометражный фильм   | • Лягушка, собака и дьявол / The Frog, the Dog, and the Devil (продюсер: Боб Стенхауз)                                                                    | |
| Лучший анимационный короткометражный фильм   | • Люксо младший / Luxo Jr. (продюсеры: Джон Лассетер и Уильям Ривз)                                                                                       | |

### Специальные награды
| Награда                                                         | Лауреаты |
| --------------------------------------------------------------- | --- |
| Премия за выдающиеся заслуги в кинематографе (Почётный «Оскар») | ★ Ральф Беллами — за его уникальный талант и преданность актёрской профессии. (статуэтка)                                                                                                |
| Награда имени Ирвинга Тальберга                                 | ★ Стивен Спилберг |
| Medal of Commendation                                           | ★ Э. M. 'Эл' Льюис — в знак благодарности за его выдающиеся заслуги и самоотверженность в поддержании высоких стандартов Академии кинематографических искусств и наук. (почётная медаль) |

## Научно-технические награды
| Категории                        | Лауреаты |
| -------------------------------- | --- |
| Academy Award of Merit           | Не присуждалась |
| Scientific and Engineering Award | • Брэн Феррен, Чарльз Харрисон, Кен Уиснер (Associates and Ferren) — за концепцию и дизайн усовершенствованного оптического принтера. |
| Scientific and Engineering Award | • Ричард Бенджамин Грант, Рон Грант (Auricle Control Systems) — за изобретение процессора времени Film Composers. (for their invention of the Film Composer’s Time Processor.) |
| Scientific and Engineering Award | • Энтони Д. Бруно, Джон Л. Баптиста (MGM Laboratories, Inc.), Манфред Г. Майкельсон, Брюс В. Келлер (Technical Film Systems, Inc.) — за проектирование и разработку принтера с непрерывной подачей. |
| Scientific and Engineering Award | • Роберт М. Гринберг, Джоэл Хайнек, Евгений Мамут (R/Greenberg Associates, Inc.), Альфред Тумим, Элан Липшиц, Дэррил Э. Армор (Oxberry Division of Richmark Camera Service, Inc.) — за проектирование и разработку оптического принтера со специальными эффектами RGA/Oxberry Compu-Quad. |
| Scientific and Engineering Award | • Фриц Зеннхайзер (Sennheiser Electronics Corporation) — за изобретение направленного микрофона с интерференционной трубкой. |
| Scientific and Engineering Award | • Ричард Эдланд, Джин Уайтман, Дэвид Графтон, Марк Уэст, Джерри Джеффресс, Роберт Уилкокс (Boss Film Corp.) — за проектирование и разработку оптического принтера Zoom Aerial (ZAP) 65 мм. |
| Scientific and Engineering Award | • Уильям Л. Фредрик, Хэл Нидэм — за проектирование и разработку операторской тележки и крана Shotmaker Elite. |
| Technical Achievement Award      | • (Lee Electric (Lightning) Ltd.) — за проектирование и разработку электронной системы управления газоразрядной лампой без мерцания. |
| Technical Achievement Award      | • Питер Паркс (Oxford Scientific Films' Image Quest Division) — за разработку живого аэрокомпозитора для фотосъемки со спецэффектами. |
| Technical Achievement Award      | • Мэтт Суини, Люсинда Страб — за разработку автоматического капсюльного пистолета для имитации попаданий пуль для создания спецэффектов в кино. |
| Technical Achievement Award      | • Карл Э. Холмс (Carl E. Holmes Company), Александр Брайс (The Burbank Studios) — за разработку мобильного блока питания постоянного тока для киносъемки. |
| Technical Achievement Award      | • Брэн Феррен (Associates and Ferren) — за разработку лазерной синхронизирующей системы для применения в киноиндустрии. |
| Technical Achievement Award      | • Джон Л. Баптиста (MGM Laboratories, Inc.) — за разработку и установку компьютеризированной операции по извлечению серебра. (for the development and installation of a computerized silver recovery operation.) |
| Technical Achievement Award      | • Дэвид В. Самуэльсон, Уильям Б. Поллард — за разработку и программы, встроенные в карманный компьютер для кинооператоров (Самуэльсон), а также за разработку новых алгоритмов, на которых основаны программы (Поллард). (for the development and programs incorporated into a pocket computer for motion picture cinematographers (Samuelson) and for contributing new algorithms on which the programs are based (Pollard).) |
| Technical Achievement Award      | • Хэл Ландакер, Алан Ландакер (The Burbank Studios) — за разработку низкочастотной метки Beat System для звукозаписи кинопроизводства. |